# The Mudlark
The Mudlark (br O Garoto e a Rainha) é um filme britano-americano de 1950, do gênero drama, dirigido por Jean Negulesco para a 20th Century Fox. O roteiro, de Nunnally Johnson, baseia-se no romance homônimo do americano Theodore Bonnet escrito em 1949.  
Trata-se de uma versão fictícia de como a rainha Vitória saiu do período de luto pelo seu marido, o príncipe Alberto. 
O elenco tem Irene Dunne, Alec Guinness e Andrew Ray nos principais papéis.
"Mudlarks" eram crianças da rua que sobreviviam vendendo tudo o que conseguiam encontrar nas margens do rio Tâmisa. O filme teve muito sucesso no Reino Unido e fez de Andrew Ray, que desempenhava o papel principal, uma estrela da noite para o dia.